# سنانية (فصيلة)
السنَّانِيَّة أو الغمليلية (الاسم العلمي: Dentaliidae)، فصيلة رخويات كبيرة نسبيًا، من الأصداف النابية ورتبة السنانيات.

## الأجناس
- Antalis H. & A. Adams, 1854
- Coccodentalium Sacco, 1896
- Compressidentalium Habe, 1963
- سناني (جنس) كارولوس لينيوس، 1758
- Eudentalium Cotton & Godfrey, 1933
- Fissidentalium Fischer, 1885
- Graptacme Pilsbry & Sharp, 1897
- Paradentalium Cotton & Godfrey, 1933
- Pictodentalium Palmer, 1974
- Plagioglypta Pilsbry in Pilsbry & Sharp, 1897
- Schizodentalium Sowerby, 1894
- Striodentalium Habe, 1964
- Tesseracme Pilsbry & Sharp, 1897

## المراجع

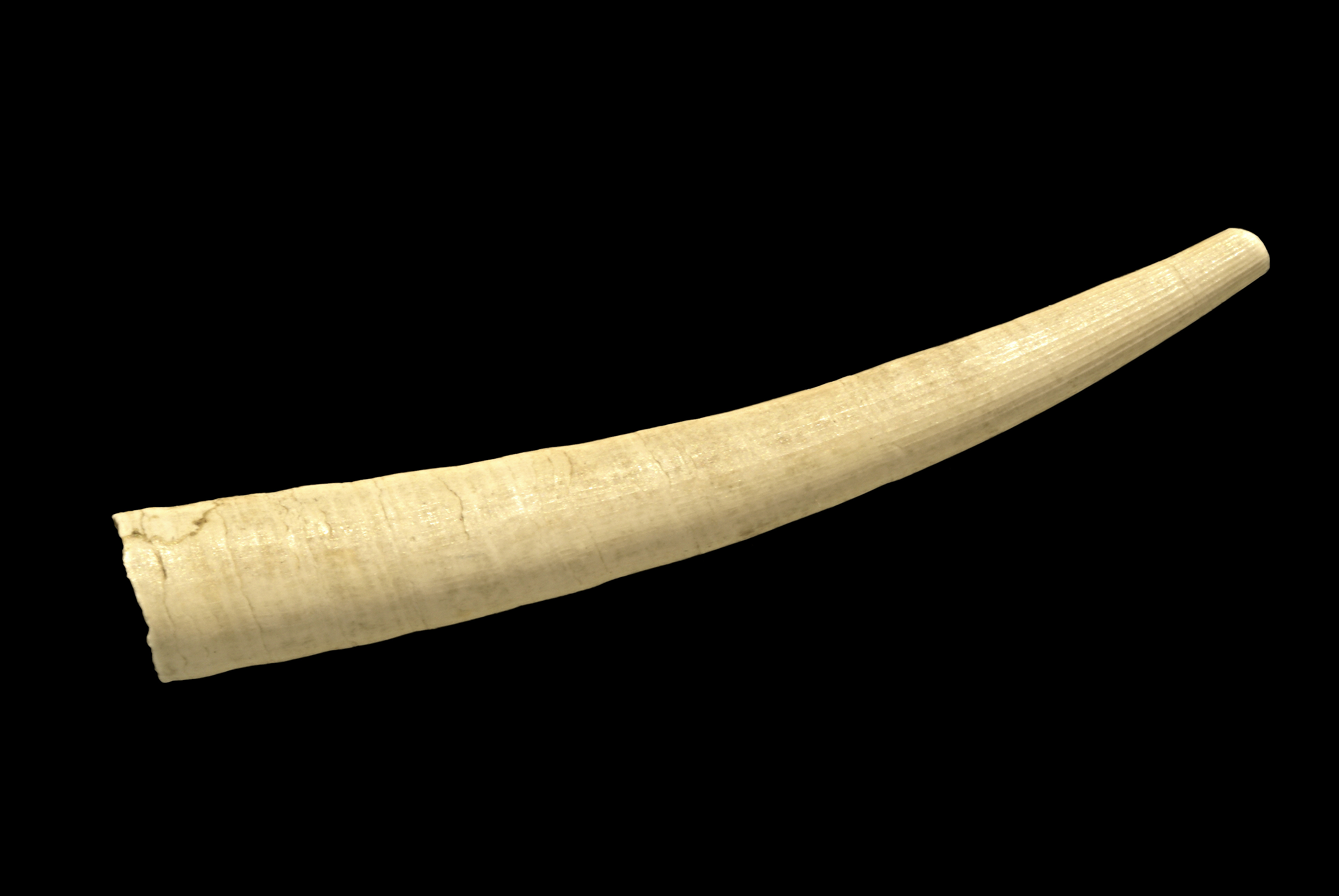
Antalis vulgaris